# Nucleus ruber

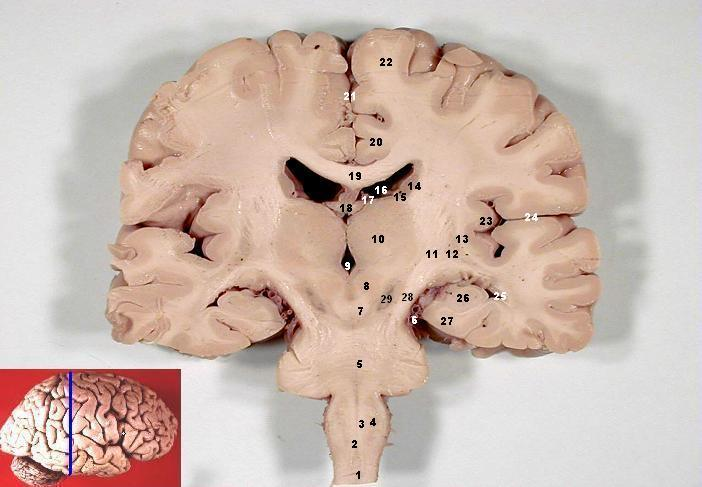
Lage des Nucleus ruber (8), frontaler Schnitt

Der Nucleus ruber (von lat. nucleus „Kern“ und ruber „rot“; „roter Kern“) ist eine Ansammlung von Nervenzellen (Kern) des Mittelhirns. Auf einem Querschnitt ist er beim Menschen makroskopisch als großer, runder, rötlich gefärbter Kern zu sehen. Die Färbung entsteht durch den hohen Eisengehalt in den Perikaryen.

## Histologie
Der Nucleus ruber wird in zwei Abschnitte unterteilt. Die Pars magnocellularis besteht aus großen Zellen und bildet entwicklungsgeschichtlich den älteren Teil. Die Pars parvocellularis besteht aus kleinen Zellen und bildet den größeren Teil des Kerns.

## Funktion
Der Nucleus ruber ist eine wichtige Schaltstelle im motorischen System. Er projiziert mit seinen Efferenzen ins Rückenmark und liefert dadurch einen wichtigen Teil des extrapyramidalmotorischen Systems. Er nimmt, über Schaltkreise mit dem Nucleus emboliformis des Kleinhirns, Einfluss auf den Muskeltonus und die Körperhaltung.
Der Nucleus ruber ist Teil einer Neuronenschleife (Guillain-Mollaret-Dreieck), die eine Art Feedback-Mechanismus bildet: Er empfängt als Bestandteil des extrapyramidalmotorischen Systems Informationen vom Motorcortex und leitet diese weiter an ausführende motorische Zentren im Rückenmark. Gleichzeitig sendet er Informationen über das, was er vom Großhirn empfangen und weitergeleitet hat, über den Nucleus olivaris an den Nucleus dentatus des Kleinhirns. Dieses wiederum wirkt seinerseits auf den Nucleus ruber ein. Auf jeder dieser Stufen findet eine Abgleichung und Modulation der eingehenden Information statt.
Die Bedeutung dieser Neuronenschleife besteht in einer ständigen Abgleichung der zentral generierten motorischen Impulse mit ihrer peripheren Ausführung. Dies ist für die enorme Präzision, mit der Menschen (und höhere Wirbeltiere überhaupt) ihre Körperteile bewegen und ihre Körperhaltung kontrollieren können, von entscheidender Bedeutung.

## Afferenzen
Der Nucleus ruber erhält Impulse von:
- Kleinhirn über die Fibrae cerebellorubrales
- Colliculi superiores
- Gyrus praecentralis über die Fibrae corticorubrales
- Pallidum
- Thalamus
- Nuclei vestibulares

## Efferenzen
Der Nucleus ruber sendet Signale an:
- Nucleus olivaris über den Tractus rubroolivaris
- Rückenmark über den Tractus rubrospinalis
- Formatio reticularis über den Tractus rubroreticularis
- Tractus rubrotectalis
- Thalamus über den Tractus rubrothalamicus

## Schädigungen
Eine Schädigung des Nucleus ruber beim Menschen verursacht auf der gegenüberliegenden (kontralateralen) Seite einen Intentionstremor und eine Verminderung des Muskeltonus. Darüber hinaus können choreatisch-athetotische Bewegungen auftreten. Bei Nicht-Primaten treten meist eine kontralaterale Halbseitenlähmung (Hemiparese), eventuell mit Gangstörungen sowie gestörte Haltungs- und Stellungsreaktionen auf (siehe auch: Kontralateralität des Vorderhirns).
| Dieser Text basiert ganz oder teilweise auf dem Eintrag Nucleus ruber im Flexikon, einem Wiki der Firma DocCheck. Die Übernahme erfolgte am 21. Juli 2004 unter der damals gültigen GNU-Lizenz für freie Dokumentation. |